# Sandrine Daudet
Pour les articles homonymes, voir Daudet.
Sandrine Daudet, née le 21 juin 1972 à Fontenay-sous-Bois et morte le 18 novembre 2019 à Bordeaux, est une patineuse de vitesse sur piste courte française.
Aux Jeux olympiques de 1992 à Albertville, elle termine cinquième en relais et treizième sur 500 mètres, tandis qu'aux Jeux olympiques de 1994 à Lillehammer, elle termine septième en relais et seizième sur 1 000 mètres.
Elle est médaillée de bronze en relais aux Championnats du monde de patinage de vitesse sur piste courte 1992 à Denver.
Elle est sacrée championne de France de patinage de vitesse sur piste courte en 1994, 1995, 1996 et 1997.